# 湯原麻利絵
湯原 麻利絵（ゆはら まりえ、本名：後藤 麻利絵、旧姓：湯原、1978年12月4日 - ）は東京都出身のタレント、元アイドルである。
愛称は「マリマリ」。大東学園高等学校卒業。

## 人物
1996年、集英社「ヤングジャンプ全国女子高生制服コレクション」グランプリを受賞。同年『めざましテレビ』でTVデビュー。2001年8月から2年弱、『王様のブランチ』でリポーターを務める。
長期にわたってパチスロ雑誌で連載をし、パチスロ店の一日店長イベントを全国各地で開催していた。
2010年5月10日、JRA所属騎手の後藤浩輝と結婚。2013年、長女を出産。しかし夫は2015年2月27日に自殺し、死別している。

## テレビ
- 秀吉（NHK、1996年）
- めざましテレビ（フジテレビ、1996年 - 1999年）
- しようよ♡（テレビ朝日、1996年） - 青蓮ちひろ 役
- 江角マキコの恋愛の科学（フジテレビ、1999年1月 - 3月）
- 王様のブランチ（TBS、2001年8月 - 2003年6月）
- 王様のお夜食（TBS、2001年8月 - 2003年7月）
- @ccess!! BOOMER（J SPORTS、2006年4月 - 2007年4月）
- グラビアトークオーディション（フジテレビ、2007年2月）
- スキバラ内のオリジナルCM（テレビ東京、2008年）

## インターネットテレビ
- CHAZAWAステーション (2008年4月 - 2008年6月、スティッカムTV、毎週金曜日 20:30 - 21:30)
毎週月曜から金曜まで放送されていた「CHAZAWAステーション」において、金曜日のMCを中里佳織(Pinkish)・そらまめくん(森田桂介)とともに担当。
- 下キタ━(゜∀゜)━!!（2008年6月 - 2008年7月、スティッカムTV、毎週金曜日 20:30 - 22:00）
「CHAZAWAステーション」がリニューアルされ、2008年6月から「下キタ━(゜∀゜)━!!」という番組名になった。引き続き、中里佳織・そらまめくんとともにMCを担当した。

## ケーブルテレビ
- MUSIC PARTY（TOKAIケーブルネットワーク） - MC
- トコチャンワイド（木曜日）(2017年 - 、TOKAIケーブルネットワーク、毎週木曜日）
- まりえさん! しずよ社長がお出かけですよ! (2021年8月 -、厚木伊勢原ケーブルネットワーク)

## ラジオ
- 泉谷しげるのミュージックバトル!（文化放送、2003年11月 - 2004年10月）

## CD
- BEHIND THE LOVE（1999年）
- touch the heart（1999年）

## 脚註
1. ↑  JRA後藤浩輝騎手とタレントの湯原麻利絵が結婚 - eltha by ORICON NEWS（2010年5月11日）2021年6月17日閲覧。